# 1957-es Formula–1 világbajnokság
Az 1957-es Formula–1-es szezon volt a 8. FIA Formula–1 világbajnoki szezon. 1957. január 13-ától szeptember 8-áig tartott. Pénzügyi nehézségek miatt elmaradt a belga és a holland nagydíj, bekerült egy új futam, a pescarai nagydíj.
Juan Manuel Fangio visszatért a Maseratihoz, 1953 és 1954 után harmadszor versenyzett az olasz csapat autójában. José Froilán González és Mike Hawthorn is visszatért korábbi csapatához, a Ferrarihoz. Moss az évadnyitó argentin nagydíjon még a Maserati színeiben indult, a többi futamon azonban már a Vanwallban ült, kivéve a francia nagydíjat, amelyen nem vett részt.

## Szabályok
Az első öt célba érkezőnek járt világbajnoki pont (8, 6, 4, 3, 2). 1 pontot adtak a leggyorsabb körért. A nyolcból csak a legjobb öt pontszám számított bele a világbajnokság végeredményébe. Ebben az évben adtak pontokat megosztott autókért. A pontokat egyformán megosztották a versenyzők között, tekintet nélkül arra, hogy ki vezette többet az autót. A sűrítő nélküli motorok maximális hengerűrtartalmát 2500 cm³-ben határozták meg.

## A szezon menete

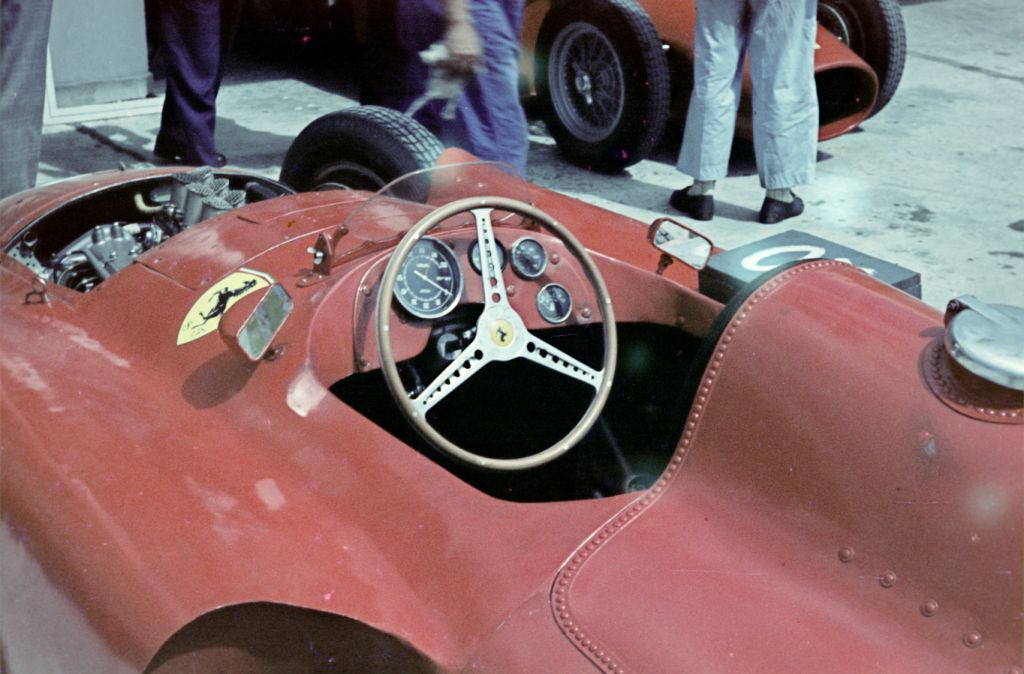
A Ferrari egyik autója Argentínában

Juan Manuel Fangio bajnoki címe után elhagyta a Ferrarit és a Maseratihoz igazolt. Mike Hawthorn visszatért a Ferrarihoz, ahol Peter Collins és Eugenio Castellotti csapattársa lett.
Az évadnyitó argentin nagydíjra csak a Ferrari és a Maserati küldte el autóit. Stirling Moss ezen a versenyen még a Maseratival indult, mielőtt átigazolt a Vanwallhoz. A brit győzött az időmérő edzésen, Fangio és Jean Behra előtt. Castellotti a Lancia-Ferrarival volt az egyetlen az első sorban, aki nem Maseratival indult.
A rajtnál Behra szerezte meg a vezetést Fangio előtt, Moss autója megsérült, ezért az első kör végén kiállt a boxba hosszú javításra. Eközben Castellottié lett a vezetést, de Behra visszaelőzte. Hamarosan Collins állt az élre, de rövid idő múlva kuplunghiba kiállt a boxba. Ezután ismét Behra vezetett, de Fangio később az élre állt. Castellotti megpördült, ezért elveszítette harmadik helyezését. Ezután mindkét Ferrari: Hawthorn és Musso is kuplunghiba miatt kiesett. Castellottti maradt a Maseratik egyetlen üldözője, de kereke leszakadása miatt ő is feladta a versenyt. Az élen Fangio és Behra harcolt a győzelemért, végül az argentint intették le elsőként. Carlos Menditéguy harmadik, és Harry Schell negyedik helyével az első négy helyet a Maserati szerezte meg. Moss a leggyorsabb kört autózva egy pontot szerzett.
Monacóban Moss már a Vanwall színeiben indult, Tony Brooks csapattársaként. A Ferrari elveszítette Castellottit Modenában történt tesztbalesete után. Hawthorn és Collins mellé Maurice Trintignant és Wolfgang von Trips csatlakozott.
Fangio indult az első helyről, Collins és Moss mellől. Bár a rajt után Moss, majd a második körben Collins is elment Fangio mellett, mindketten baleseteztek a sikánnál. Fangio probléma nélkül továbbhajtott és megszerezte a vezetést. A leintéshez közeledve egyre csökkent a versenyben lévő autók száma, Trips Ferrarijának motorhibája után hatan maradtak. A versenyt Fangio nyerte Brooks előtt. Jack Brabham a futam végén a benzinpumpa meghibásodása miatt kénytelen volt áttolni a célvonalon Cooperét, amivel a hatodik helyen rangsorolták. A harmadik helyen Masten Gregory ért célba.
Az indianapolisi 500-on ismét nem indult európai versenyző, a versenyt Sam Hanks nyerte.
A június 2-ára és 16-ára tervezett Belga és holland nagydíj elmaradt pénzügyi problémák miatt, így hathetes szünet következett a francia nagydíjig.

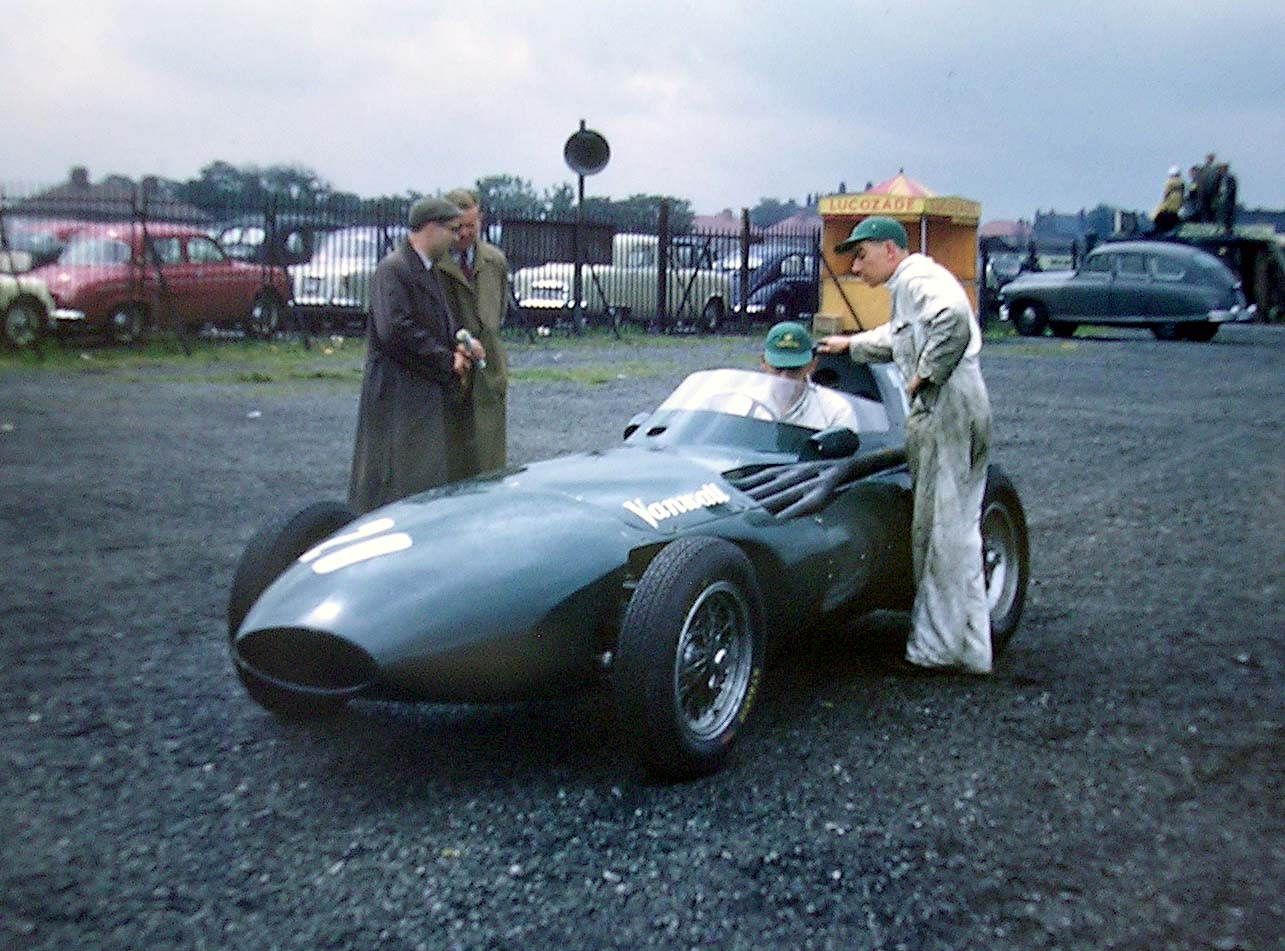
A Vanwall VW5 a brit nagydíj előtt

Rouen-ban a Fangio autózta a legjobb időt az edzésen, Behra és Musso foglalt mellette helyet az első sorban. A rajt után Behra, majd röviddel ezután Musso vezetett. Őket Fangio követte, aki a második körben Behra, a negyedikben Musso megelőzésével az élre állt. Ron Flockhart egy nagysebességű balesetben összetörte BRM-jét, de a versenyző nem sérült meg. Miután Collins is Behra elé került, az élen nem változott a sorrend a leintésig. Fangio győzött Musso és Collins előtt. Behra Hawthorn mögé csúszott vissza, így a Lancia-Ferrarik megszerezték Fangio mögött a második, harmadik és negyedik helyet. Az amerikai Herbert MacKay-Fraser jó rajtjának köszönhetően az ötödik helyre jött fel, de az áttétel meghibásodása miatt kiesett. Néhány nappal ésőbb meghalt egy Formula–2-es verseny Reimsben.
Miután a francia nagydíjat kihagyták, a Vanwall versenyzői ismét jelen voltak Aintree-ben, a brit nagydíjon, ahol Moss az első, Behra a második, Brooks a harmadik helyről indult. Fangio a negyedik helyre kvalifikálta magát. A rajtnál Behra állt az élre, de hazai közönség örömére az első kör végén már Moss vezetett. Brooks harmadik volt ekkor Hawthorn és Collins előtt. Moss képes volt némi előnyt kiépíteni, de motorprobléma miatt kiállt a boxba. Behra vette át a vezetést Brooks előtt, de kihívták a boxba, hogy adja át autóját Mossnak. A brit csak a kilencedik helyre állt vissza, de elkezdett felzárkózni a mezőnyben. Behra maradt az élen, míg Hawthorn képtelen volt üldözni a franciát, utánuk következett a harmadik Vanwallban Lewis-Evans és Collins. Moss hamar felért az ötödik helyre. Fangio és Collins mechanikai hiba miatt esett ki. Moss Lewis-Evans mögé, majd a 69. körben az egész verseny megváltozott, amikor Behra kuplungja felrobbant, majd Hawthorn ennek a maradványaira hajtva defektet kapott. Ezután Evans vezetett, de Moss megelőzte. Evans később technikai hiba miatt kiesett, de a Vanwall így is megszerezte első győzelmét Mossnak és Brooksnak köszönhetően, akik egyenlően (4-4) osztoztak a győzelemért járó 8 ponton. Ez volt az első verseny, amelyet brit csapat nyert meg. Musso második, Hawthorn harmadik lett.
Az olasz csapatok a német nagydíjon visszavágtak a Vanwallnak: Az első rajtsorban csak Maserati és Lancia-Ferrari állt. Fangio szerezte meg a pole-t Hawthorn, Behra és Collins előtt. A mezőny Formula–2-es autókkal (Porschék és Cooperek) egészült ki. A rajtnál Hawthorn és Collins állt az élre, de Fangio a harmadik körben megelőzte Collinst, majd Hawthornt, így az élre állt. Collins később megelőzte Hawthornt, de ő se tudta utolérni az argentin versenyzőt, aki egyre nagyobb előnyre tett szert. Fangio a verseny közepén a Lancia-Ferrarikkal ellentétben üzemanyagot vételezett és kereket cseréltetett. Az egyik kerék leszedésével komoly probléma adódott, ezért a kiállás nagyon lassúra sikerült. Amikor visszatért a két Ferrari mögé, hátránya már 48 másodperc volt. A következő tíz kör alatt kilencszer döntötte meg a pályarekordot, leggyorsabb köre 8 másodperccel jobb volt a pole-pozíciónál. A 21. kör elején utolérte Collinst, és az egyik egyenesben már egymás mellett haladtak. A közeledő híd alatt alig fért volna el a két autó egymás mellett. Collins meghátrált, így Fangio megszerezte a második helyet. A kör végén, egy balos kanyarban úgy előzte meg Hawthornt, hogy bal kerekei a füvön voltak. Fangio ezzel visszaállt az élre, és megnyerte a versenyt Hawthorn és Collins előtt.

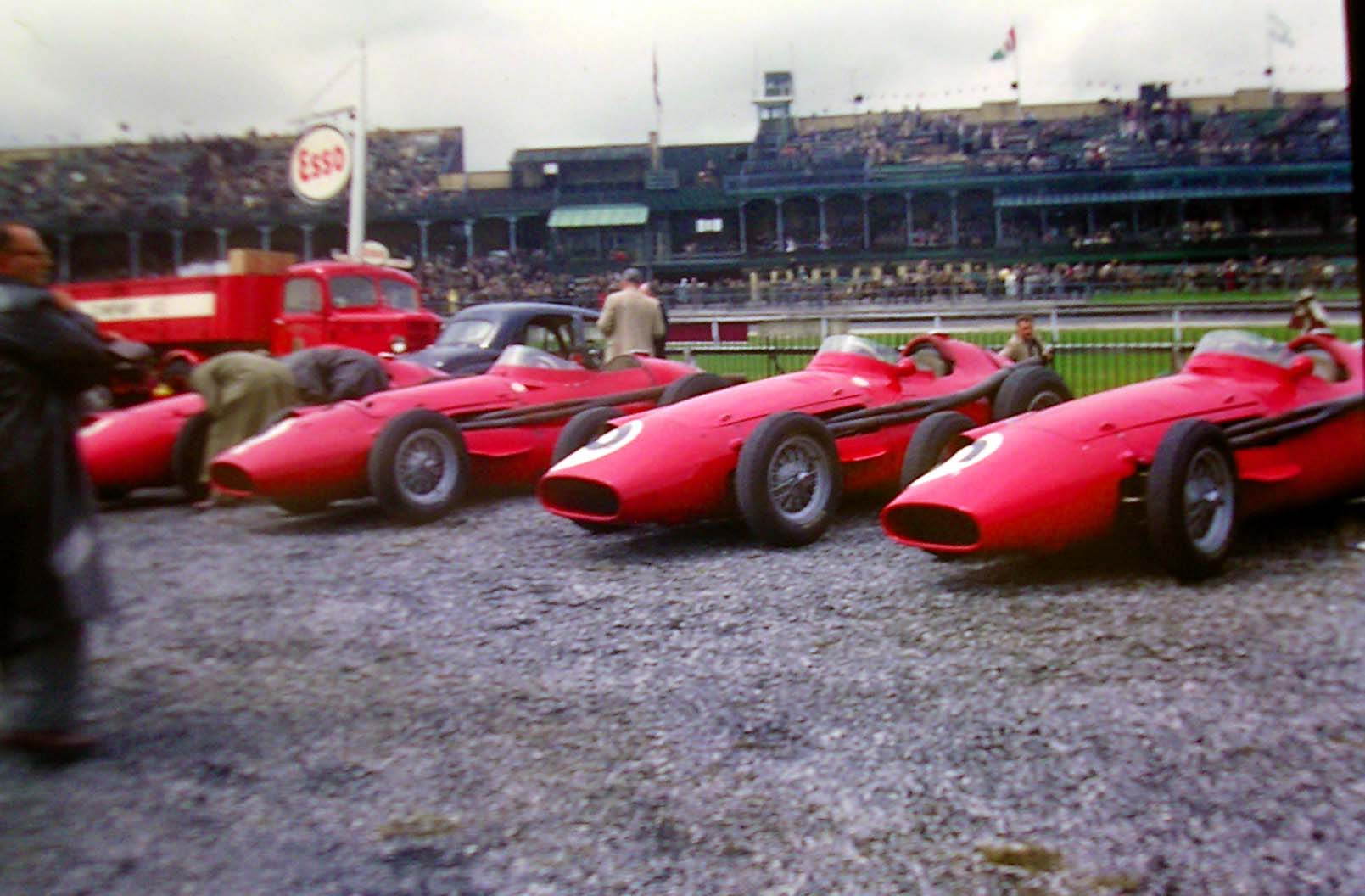
A Maserati csapat autói Aintree-ben

Az ötödik bajnoki címét bebiztosító argentin versenyt így kommentálta: "Soha nem vezettem életemben ezelőtt még ilyen gyorsan, és nem hiszem, hogy még egyszer képes lennék rá".
A Belga és holland nagydíj elmaradása miatt az FIA engedélyezte a pescarai nagydíj világbajnokságba helyezését. A sportág történeték leghosszabb, 25 km hosszú pályáját az olaszországi Pescara város körüli közutakon rendezték. Enzo Ferrari nem küldte el autóit a nagydíjra, mivel a bajnoki cím sorsa már eldőlt, és ezzel tiltakozott az olasz kormány azon döntése ellen, amely betiltotta a közúti versenyzést (Alfonso de Portago korábbi halálos balesete miatt a Mille Miglián). Luigi Mussónak azonban sikerült meggyőznie Ferrarit, hogy adjon kölcsön neki egy autót, amivel privát versenyzőként részt vehet.

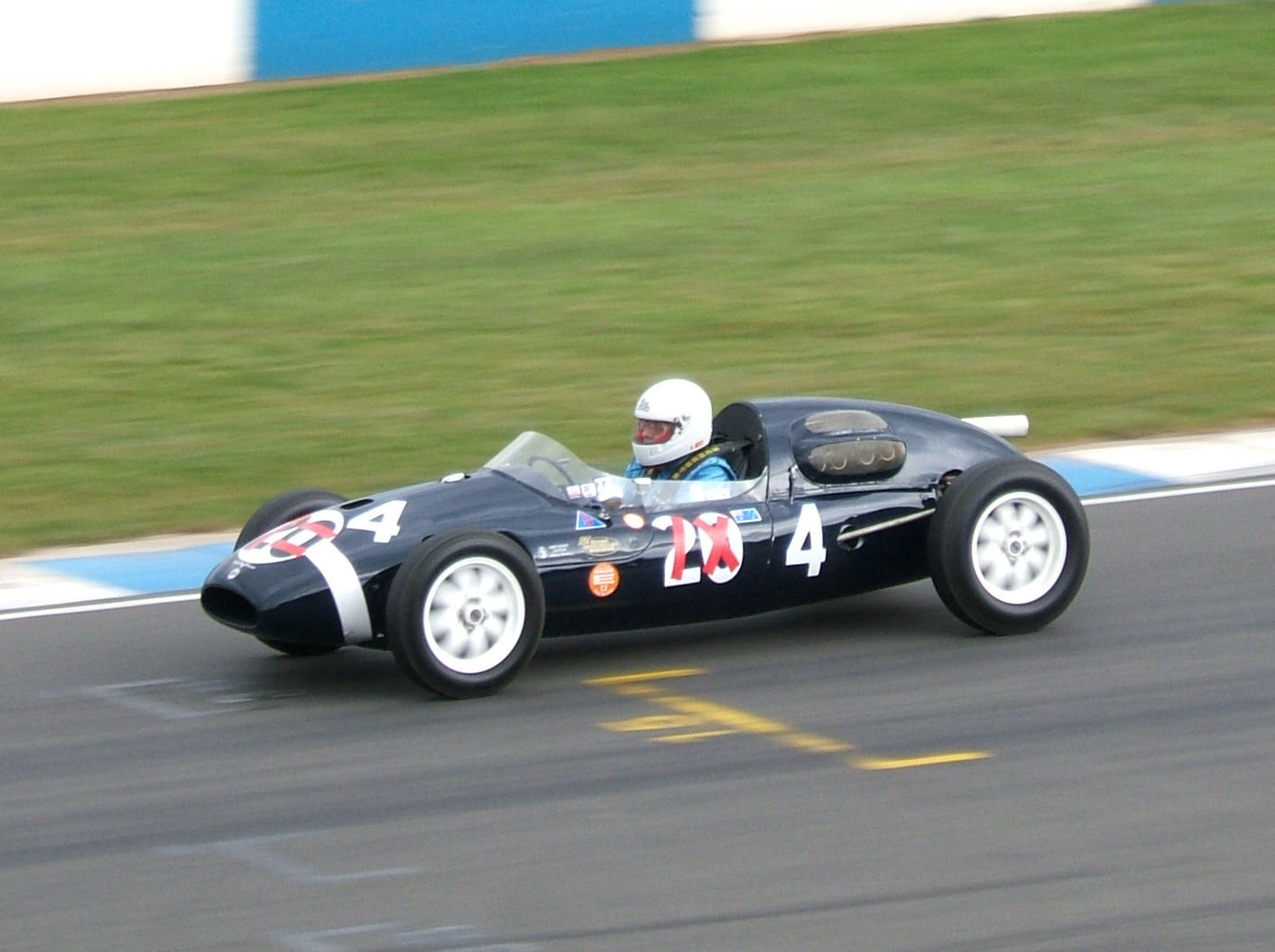
Cooper T43-as

A pole-pozíciót Fangio szerezte meg Stirling Moss és Luigi Musso előtt. A rajtnál Musso állt az élre, Brooks még az első körben mechanikai probléma miatt kiállt. Ezután Moss vette át a vezetést Mussótól, de a két autó együtt haladt tovább a tizedik körig, amikor Musso motorhiba miatt kiesett. Az autójából kifolyó olajon Fangio megcsúszott, amelynek következtében egyik kereke meg is sérült. Fangio visszatért, de Mosst nem tudta utolérni. A brit nagy előnyének köszönhetően egy italra is kiállhatott a nagy hőségben. Schell harmadikként, Lewis-Evans negyedikként végzett.
A szezonzáró olasz nagydíjra Monzában elvetették a bedöntött oválpályát, a Ferrari a pescarai bojkottálása után visszatért a mezőnybe. A pole-pozícióba Stuart Lewis-Evans kvalifikálta magát, Moss, Brooks és Fangio mellé. Bár a Vanwallok maradtak az élen a rajt után, az első kör végén Behra vezetett. Miután Fangio is csatlakozott hozzájuk, az öt autó elhúzott a mezőny többi tagjától, pozícióik folyamatosan változtak egymás között. A 20. körben Brooks kiesett a harcból beragadt gázadagolója miatt. Ezután Evans került bajba és kiállt a boxba. Moss maradt az élen Fangio előtt, majd Behra kiállt új gumikért. A harmadik helyre Schell került, de Maseratija olajszivárgása miatt Colins vette át helyezését. A táv kétharmadánál Collins motorprobléma miatt kiállt a boxba. Hawthorn lett a harmadik, de az utolsó körökben az elhasadt üzemanyagcsöve miatt a hatodik helyre csúszott vissza az utolsó körökben. A versenyt Moss nyerte Fangio és Wolfgang von Trips előtt.

## Futamok
| #  | Futam             | Dátum         | Helyszín          | Pályakép    | Győztes versenyző         | Csapat              | Összefoglaló |
| -- | ----------------- | ------------- | ----------------- | ----------- | ------------------------- | ------------------- | ------------ |
| 57 | argentin nagydíj  | Január 13.    | Oscar Gálvez      |             | Juan Manuel Fangio        | Maserati            | Összefoglaló |
| 58 | monacói nagydíj   | Május 19.     | Monaco            |             | Juan Manuel Fangio        | Maserati            | Összefoglaló |
| 59 | indianapolisi 500 | Május 30.     | Indianapolis      |             | Sam Hanks                 | Epperly-Offenhauser | Összefoglaló |
| 60 | francia nagydíj   | Július 7.     | Rouen-Les-Essarts |             | Juan Manuel Fangio        | Maserati            | Összefoglaló |
| 61 | brit nagydíj      | Július 20.    | Aintree           |             | Tony Brooks Stirling Moss | Vanwall             | Összefoglaló |
| 62 | német nagydíj     | Augusztus 4.  | Nürburgring       | Nürburgring | Juan Manuel Fangio        | Maserati            | Összefoglaló |
| 63 | pescarai nagydíj  | Augusztus 18. | Pescara           |             | Stirling Moss             | Vanwall             | Összefoglaló |
| 64 | olasz nagydíj     | Szeptember 8. | Monza             |             | Stirling Moss             | Vanwall             | Összefoglaló |

## A bajnokság végeredménye

### Versenyzők
Pontozás:
| Helyezés | 1. | 2. | 3. | 4. | 5. | Lk. | 6.-20. |
| -------- | -- | -- | -- | -- | -- | --- | ------ |
| Pont     | 8  | 6  | 4  | 3  | 2  | 1   | 0      |

| Helyezés | Versenyző             | ARG     | MON      | 500 | FRA     | GBR       | GER | PSC | ITA     | Pontszám |
| -------- | --------------------- | ------- | -------- | --- | ------- | --------- | --- | --- | ------- | -------- |
| 1        | Juan Manuel Fangio    | 1       | 1*       |     | 1       | Ki        | 1*  | 2   | 2       | 40 (46)  |
| 2        | Stirling Moss         | 8*      | Ki       |     |         | 1*† / Ki† | 5   | 1*  | 1       | 25       |
| 3        | Luigi Musso           | Ki      |          |     | 2*      | 2         | 4   | Ki  | 8       | 16       |
| 4        | Mike Hawthorn         | Ki      | Ki† / Ki |     | 4       | 3         | 2   |     | 6       | 13       |
| 5        | Tony Brooks           |         | 2        |     |         | 1† / Ki†  | 9   | Ki  | 7*      | 11       |
| 6        | Masten Gregory        |         | 3        |     |         |           | 8   | 4   | 4       | 10       |
| 7        | Harry Schell          | 4       | Ki† / Ki |     | 5       | Ki        | 7   | 3   | 5† / Ki | 10       |
| 8        | Sam Hanks             |         |          | 1   |         |           |     |     |         | 8        |
| 9        | Peter Collins         | 6† / Ki | Ki       |     | 3       | Ki / 4†‡  | 3   |     | 12      | 8        |
| 10       | Jim Rathmann          |         |          | 2*  |         |           |     |     |         | 7        |
| 11       | Jean Behra            | 2       |          |     | 6       | Ki        | 6   | Ki  | 14      | 6        |
| 12       | Stuart Lewis-Evans    |         | 4        |     | Ki      | 7         | Ki  | 5   | 13      | 5        |
| 13       | Maurice Trintignant   |         | 5        |     | Ki      | 4†        |     |     |         | 5        |
| 14       | Wolfgang von Trips    | 6†      | Ki†      |     |         |           |     |     | 3       | 4        |
| 15       | Carlos Menditéguy     | 3       | Ki       |     | Ki      | Ki        |     |     |         | 4        |
| 16       | Jimmy Bryan           |         |          | 3   |         |           |     |     |         | 4        |
| 17       | Paul Russo            |         |          | 4   |         |           |     |     |         | 3        |
| 18       | Roy Salvadori         |         | NK       |     | Ki      | 5         |     | Ki  |         | 2        |
| 19       | Andy Linden           |         |          | 5   |         |           |     |     |         | 2        |
| 20       | Giorgio Scarlatti     |         | Ki†      |     |         |           | 10  | 6   | 5†      | 1        |
| 21       | Alfonso de Portago    | 5†      |          |     |         |           |     |     |         | 1        |
| 22       | José Froilán González | 5†      |          |     |         |           |     |     |         | 1        |
| 23       | Jack Brabham          |         | 6        |     | 7† / Ki | Ki        |     | 7   |         | 0        |
| 24       | Johnny Boyd           |         |          | 6   |         |           |     |     |         | 0        |
| 25       | Bob Gerard            |         |          |     |         | 6         |     |     |         | 0        |
| 26       | Cesare Perdisa        | 6†      |          |     |         |           |     |     |         | 0        |
| 27       | Joakim Bonnier        | 7       |          |     |         | Ki        |     | Ki  | 17      | 0        |
| 28       | Marshall Teague       |         |          | 7   |         |           |     |     |         | 0        |
| 29       | Mike MacDowel         |         |          |     | 7†      |           |     |     |         | 0        |
| 30       | Ivor Bueb             |         | Ki       |     |         | 8         |     |     |         | 0        |
| 31       | Pat O'Connor          |         |          | 8   |         |           |     |     |         | 0        |
| 32       | Paco Godia            |         |          |     |         |           | Ki  | Ki  | 9       | 0        |
| 33       | Alessandro de Tomaso  | 9       |          |     |         |           |     |     |         | 0        |
| 34       | Bob Veith             |         |          | 9   |         |           |     |     |         | 0        |
| 35       | Luigi Piotti          | 10      | NK       |     |         |           |     | Ki  | 18      | 0        |
| 36       | Horace Gould          |         | Ki       |     | Ki      | NI        | Ki  | Ki  | 10      | 0        |
| 37       | Gene Hartley          |         |          | 10  |         |           |     |     |         | 0        |
| 38       | Bruce Halford         |         |          |     |         |           | 11  | Ki  | 15      | 0        |
| 39       | Jack Turner           |         |          | 11  |         |           |     |     |         | 0        |
| 40       | Ottorino Volonterio   |         |          |     |         |           |     |     | 11†     | 0        |
| 41       | André Simon           |         | NK       |     |         |           |     |     | 11†     | 0        |
| 42       | Johnny Thomson        |         |          | 12  |         |           |     |     |         | 0        |
| 43       | Bob Christie          |         |          | 13  |         |           |     |     |         | 0        |
| 44       | Chuck Weyant          |         |          | 14  |         |           |     |     |         | 0        |
| 45       | Tony Bettenhausen     |         |          | 15  |         |           |     |     |         | 0        |
| 46       | Johnnie Parsons       |         |          | 16  |         |           |     |     |         | 0        |
| 47       | Don Freeland          |         |          | 17  |         |           |     |     |         | 0        |
| —        | Ron Flockhart         |         | Ki       |     | Ki      |           |     |     |         | 0        |
| —        | Hans Herrmann         |         | NK       |     |         |           | Ki  |     |         | 0        |
| —        | Les Leston            |         | NK       |     |         | Ki        |     |     |         | 0        |
| —        | Eugenio Castellotti   | Ki      |          |     |         |           |     |     |         | 0        |
| —        | Jimmy Reece           |         |          | Ki  |         |           |     |     |         | 0        |
| —        | Don Edmunds           |         |          | Ki  |         |           |     |     |         | 0        |
| —        | Johnnie Tolan         |         |          | Ki  |         |           |     |     |         | 0        |
| —        | Al Herman             |         |          | Ki  |         |           |     |     |         | 0        |
| —        | Fred Agabashian       |         |          | Ki  |         |           |     |     |         | 0        |
| —        | Eddie Sachs           |         |          | Ki  |         |           |     |     |         | 0        |
| —        | Mike Magill           |         |          | Ki  |         |           |     |     |         | 0        |
| —        | Eddie Johnson         |         |          | Ki  |         |           |     |     |         | 0        |
| —        | Bill Cheesbourg       |         |          | Ki  |         |           |     |     |         | 0        |
| —        | Al Keller             |         |          | Ki  |         |           |     |     |         | 0        |
| —        | Jimmy Daywalt         |         |          | Ki  |         |           |     |     |         | 0        |
| —        | Ed Elisian            |         |          | Ki  |         |           |     |     |         | 0        |
| —        | Rodger Ward           |         |          | Ki  |         |           |     |     |         | 0        |
| —        | Troy Ruttman          |         |          | Ki  |         |           |     |     |         | 0        |
| —        | Eddie Russo           |         |          | Ki  |         |           |     |     |         | 0        |
| —        | Elmer George          |         |          | Ki  |         |           |     |     |         | 0        |
| —        | Herbert MacKay-Fraser |         |          |     | Ki      |           |     |     |         | 0        |
| —        | Jack Fairman          |         |          |     |         | Ki        |     |     |         | 0        |
| Helyezés | Versenyző             | ARG     | MON      | 500 | FRA     | GBR       | GER | PSC | ITA     | Pontszám |